# Степанов Дмитро Іванович
 Дмитро́ Іва́нович Степа́нов (* 1800 — † 1856) — український художник. Майстер художньої порцеляни.

## Біографічні відомості
У 1809—1817 роках навчався в Петербурзькій академії мистецтв в Ухтомського.
Від 1817 року очолював граверну майстерню Межигірської фаянсової фабрики. Від 1826 року викладав малювання та гравюру в школі цієї фабрики.

## Творчість
Проектував малюнки для оздоблення побутового посуду (рослинно-квіткові орнаменти, побутові сцени). Створив близько 200 оригінальних гравюр, які було відтворено на фаянсі. Серед них:
- «Чотири пори року»,
- «Золоті ворота в Києві»,
- «Київський університет»,
- краєвиди України.

Виконав ілюстрації до творів Івана Крилова, Жана де Лафонтена, Василя Капніста.